# Patrick Ross
Patrick Ross (1777-1849), Almirante de la Armada Británica, Gobernador de Antigua y Barbuda en representación de S.M. Británica Jorge IV; cargo que desempeñó entre 1826 y 1832.